# Aepyprymnus rufescens
Aepyprymnus rufescens là một loài động vật có vú trong họ Potoroidae, bộ Hai răng cửa. Loài này được Gray mô tả năm 1837.

## Hình ảnh

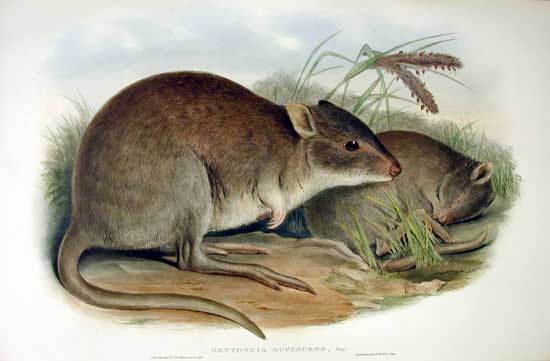
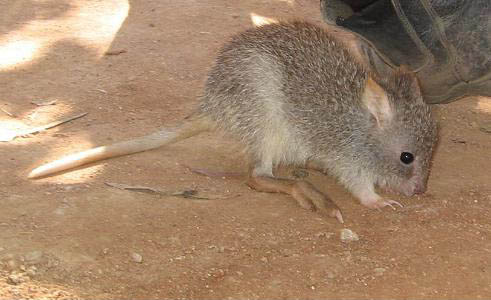
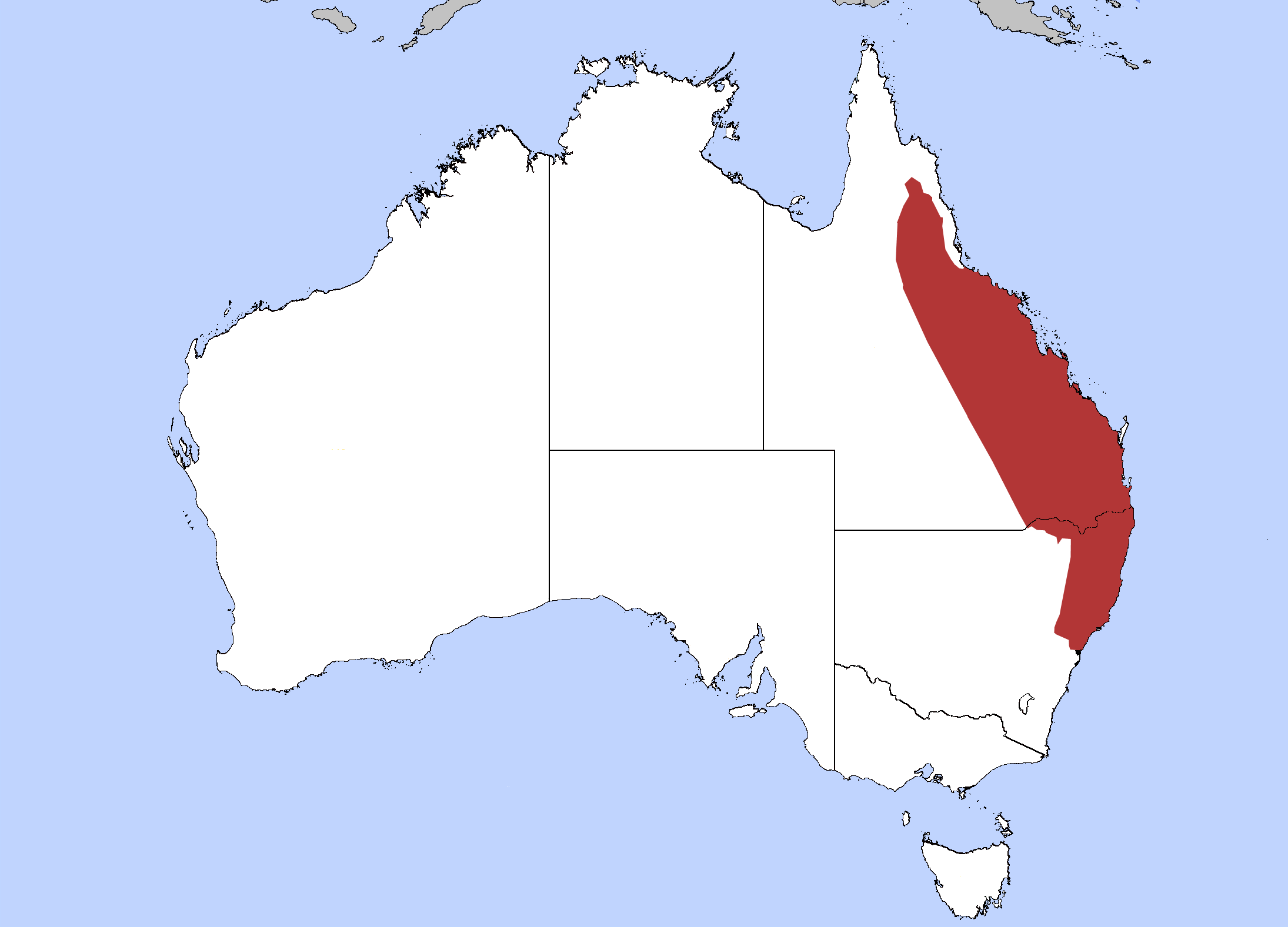